# Leptangium breutelii
Leptangium breutelii là một loài rêu trong họ Erpodiaceae. Loài này được A. Jaeger mô tả khoa học đầu tiên năm 1876.